# Casa na rua da Matriz, n.º 9
A Casa à Rua da Matriz, n. 9 é uma edificação localizada em Santo Amaro, município do estado brasileiro da Bahia. Foi tombada pelo Instituto do Patrimônio Histórico e Artístico Nacional (IPHAN) em 1943, através do processo de número 286
No endereço funciona atualmente a Universidade Estadual de Santo Amaro, Campus Avançado de Santo Amaro.
A inscrição existente na porta da casa registra o ano de 1804 como sendo o da construção. Sobrado urbano, com dois pavimentos e mirante. Estrutura constituída de paredes de alvenaria mista e pilares internos de tijolo que sustentam assoalhos e telhados. A planta é trapezoidal com circulação central. Ao edifício primitivo foi anexado, posteriormente, um corpo de construção que culmina com uma ampla varanda envidraçada. Na sua fachada observa-se o predomínio de vazios sobre cheios, característica do século XIX, sendo emoldurados por cunhais e cornijas. Os vãos possuem vergas em arco abatido e cercaduras finamente trabalhadas em argamassa, estilo D. Maria I. Quatro janelas rasgadas com balcão de serralheria se debruçam sobre a praça. Seu interior está razoavelmente conservado, merecendo destaque o arranque e grades da escadaria, bem como as molduras das portas e janelas.

Foi tombado pelo IPHAN em 1943, recebendo tombo histórico (Inscrição 221/1943).